# Polisen som vägrade ge upp
Polisen som vägrade ge upp är en svensk miniserie från 1984. Serien hade premiär i SVT den 31 mars 1984 och gick i repris våren 1997.
Detta var den andra serien som ingick i konceptet Polisen i Strömstad med bland andra Per Oscarsson, Evert Lindkvist, Alf Nilsson och Stefan Ljungqvist i huvudrollerna med Arne Lifmark var regissör. Som förlaga använde man Gösta Unefäldts roman "Polisen som vägrade ge upp" från 1984.

## Handling
En kvinna, Birgit Spjut, försvinner spårlöst. Försvinnandet är en ovanlig händelse i Strömstadtrakten och ger underlag för spekulationer, skvaller och förtal. Har Birgit övergett sin man Tore? Är det en olyckshändelse eller är det frågan om ett mord?
Polischefen i Strömstad, Gustav Jörgensson, arbetar tålmodigt tillsammans med sina närmaste män, kriminalkommissarie Bo Kronborg och poliskommissarie Nils Gryt, för att lösa gåtan. De får viss hjälp av polisman Evald Larsson, som med sömngångaraktig säkerhet gör de fel som leder rätt.

## Rollista
- Gustav Jörgensson, polischef - Per Oscarsson
- Bo Kronborg, kriminalkommissarie - Alf Nilsson
- Nils Gryt, poliskommissarie - Evert Lindkvist
- Evald Larsson, polisman - Stefan Ljungqvist
- Lisa Mattson - Irma Erixson
- Tore Spjut - Hans Wigren
- Birgit Spjut - Kerstin Tidelius
- Ingvar Spjut -  Jan Coster
- Rita Benjaminsson, stripteasedansös - Viveka Seldahl
- Valfrid Hult - Tord Peterson
- Grahn, polisman - Sonny Johnson
- Teknik-Johan - Anders Janson
- Mord-Johan - Åke Harnesk
- Lagoma Karlsson - Per Elam
- Nyhetsuppläsare på radio - Leif ”Loket” Olsson
- Monica Jörgensson - Karin Gry
- Eva Grönhag - Vibeke Nielsen
- Präst - Gösta Unefäldt
- Gertrud Brisk - Margita Ahlin
- Mamman - Lena Lindewall
- Väcktén - Dan Sjögren
- Jöran Jönsson - Sten Ljunggren
- Fiskare Dahlskog - Willie Andréason
- Stefan Dahlskog - Hans Gustavsson
- skolfröken - Sonja Lund
- Nina - Eva Stylander
- Maria - Maria Liapikou
- Passpolis - Georgios Stergiadis
- Bonde - Sten Engborg
- Nyhetsuppläsare Larsolof Giertta
- Monica Jörgensson - Karin Gry
- Dansare 1 - Elisabeth Edgren
- Dansare 2 - Birgitta Gustafsson
- Dansare 3 - Hannele Korhunen
- Dansare 4 - Anna Nygren

## Avsnittsguide
| Nr i serien | Nr i säsongen | Titel   | Regissör     | Manus                         | Originalvisning |
| ----------- | ------------- | ------- | ------------ | ----------------------------- | --------------- |
| 5           | 1             | "Del 1" | Arne Lifmark | Gösta Unefäldt & Arne Lifmark | 31 mars 1984    |
| 6           | 2             | "Del 2" | Arne Lifmark | Gösta Unefäldt & Arne Lifmark | 7 april 1984    |
| 7           | 3             | "Del 3" | Arne Lifmark | Gösta Unefäldt & Arne Lifmark | 14 april 1984   |
| 8           | 4             | "Del 4" | Arne Lifmark | Gösta Unefäldt & Arne Lifmark | 21 april 1984   |

## DVD-release
Serien släpptes på DVD den 17 december 2008.